# Варбанский, Александр Михайлович
Александр Михайлович Варбанский (5 марта 1923 — 22 января 2002) — советский инженер и учёный, специалист в области ТВ-техники. Один из организаторов и создателей технической базы телерадиовещания СССР.

## Биография
Окончил радиофакультет МИИС (1946). Работал в МТЦ (Московском телецентре), с 1947 начальник лаборатории, с 1950 главный инженер.
Руководитель разработки первой в СССР РЛ для ПТС (1949).
С 1960 г. в Министерстве связи СССР: начальник отдела телевидения, главный инженер радиоуправления, в 1977—1986 начальник, в 1986—1991 первый заместитель начальника Главного управления космической и радиосвязи.
Лауреат Государственной премии СССР 1980 года.
Награждён орденами и медалями.

## Сочинения
- Телевизионная техника. — М.-Л.: Госэнергоиздат, 1959, 1-е изд. — 287 с. — Энергия, 1964, 2-е изд., переработанное и дополненное. 541 с.
- Телевидение. М.: Связь. 1973. — 464 с.
- Передающие телевизионные станции. — М.: Связь, 1980. — 326 с